# Moore-River-Nationalpark
Der Moore-River-Nationalpark (englisch Moore River National Park) ist ein 175 km² großer Nationalpark in Western Australia, Australien. Er befindet sich 100 km nördlich von Perth und 30 km nordöstlich von Gingin entlang des Brand Highways.
Dieser Park schützt eine unberührte Heidelandschaft mit Banksienbewuchs. Im Nationalpark gibt es keine Besuchereinrichtungen. Camping ist nicht erlaubt.
Der Name des Nationalparks stammt vom Fluss Moore River, in dessen Einzugsgebiet der Park liegt und der nach George Fletcher Moore benannt wurde, ein prominenter europäischer Siedler in Western Australia und Erkunder der Region.